# Dufourea pulchricornis
Dufourea pulchricornis är en biart som först beskrevs av Cockerell 1916.  Dufourea pulchricornis ingår i släktet solbin, och familjen vägbin. Inga underarter finns listade i Catalogue of Life.